# Der Schrei aus der Stille
Der Schrei aus der Stille ist ein kanadisches Filmdrama von 1979, das von Anne Claire Poirier (* 1932) inszeniert wurde. Bei den Filmfestspielen in Cannes 1979 nahm der Film an der Un Certain Regard teil. Der Film wurde bei den 52. Oscar-Verleihungen als kanadischer Beitrag für den besten fremdsprachigen Film ausgewählt, jedoch nicht als Kandidat nominiert.

## Handlung
Die junge Krankenschwester Suzanne wird von einem fremden Frauenhasser entführt und im Laderaum eines Lastwagens misshandelt und brutal vergewaltigt. 
Die Nachwirkungen der Tat sind Teil eines Films, an dem eine Regisseurin und ihre Redakteurin arbeiten. Von Zeit zu Zeit unterbrechen sie den Film, um ihre Absichten und Reaktionen auf den Film, den sie machen, zu diskutieren. Mit der Geschichte verwoben sind dokumentarische Aufnahmen der Geschichten anderer Frauen, die auf der ganzen Welt vergewaltigt wurden.

## Kritik
„Der Film stellt die Psychologie des Opfers in den Vordergrund, wirkt so als Pamphlet stellenweise überzeugend, löst jedoch keine wirkliche Betroffenheit aus. Dramaturgisch zu glatt, gibt der Film kaum Denkanstöße über die psychologischen und gesellschaftlichen Ursachen von Vergewaltigungsdelikten.“